# Ascensor de doble cabina

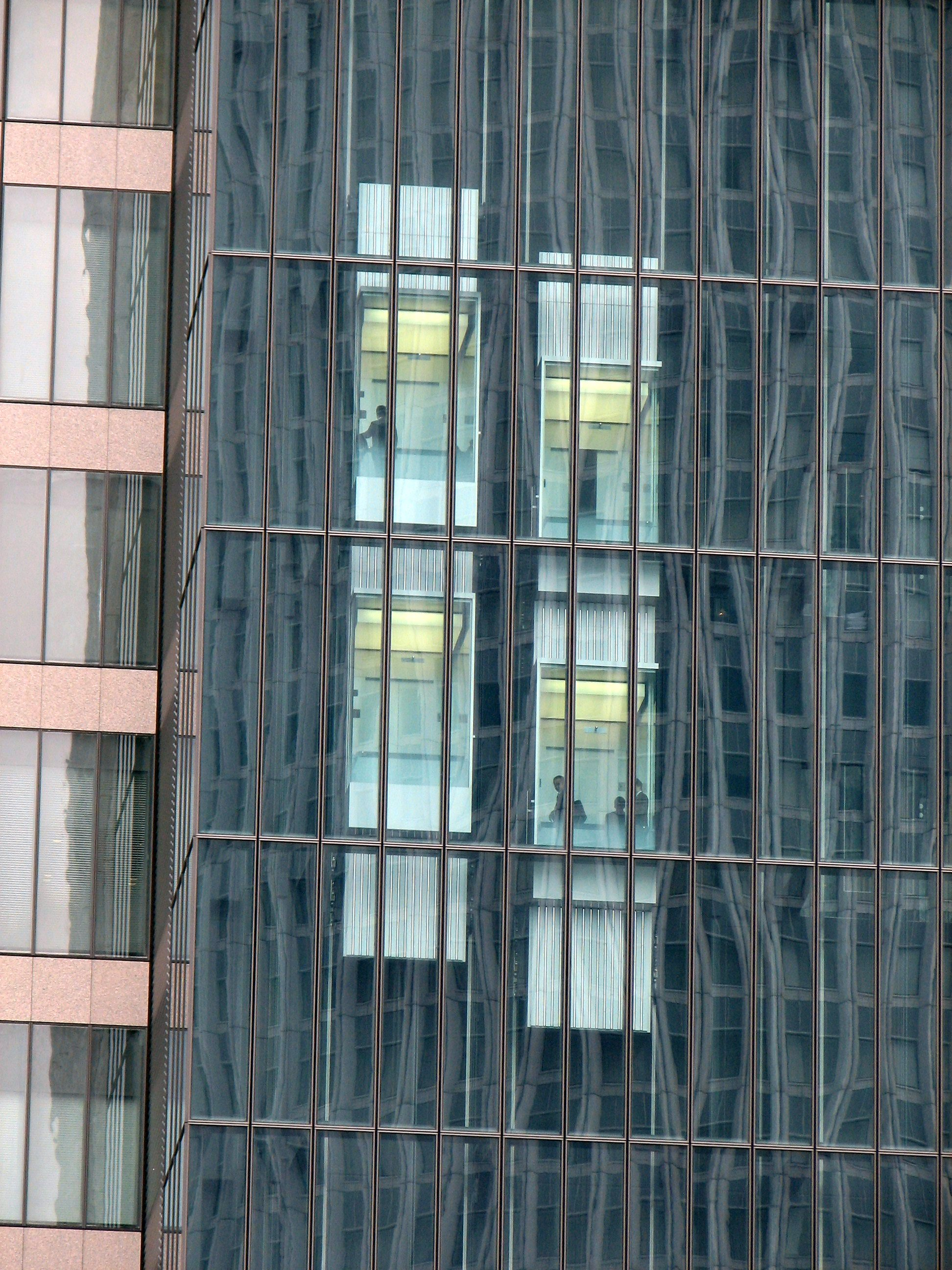
Ascensores de doble cabina en Midland Square, Nagoya (Japón).

Un ascensor de doble cabina es un ascensor compuesto por dos cabinas unidas entre sí, una encima de la otra. Esto permite que pasajeros con destino a dos plantas consecutivas puedan usar el ascensor simultáneamente, aumentando significativamente la capacidad de pasajeros de un ascensor. Este planteamiento permite mejorar la eficiencia en edificios donde el volumen de tráfico haría que normalmente un único ascensor parara en todas las plantas. Por ejemplo, un pasajero puede subirse a la cabina inferior (que sirve solo plantas impares) en el primer sótano mientras que otro pasajero puede subirse a la cabina superior (que sirve plantas pares) en la planta baja. La cabina que sirve plantas pares está realmente encima de la cabina que sirve plantas impares, en el mismo hueco del ascensor. Cuando un pasajero desembarca en una planta par, por ejemplo, los pasajeros de la cabina que sirve plantas impares debajo de ella se mantienen esperando hasta que cierran las puertas de la cabina superior.
Arquitectónicamente esto es importante, dado que, para el mismo nivel de tráfico, los ascensores de doble cabina ocupan menos espacio que los ascensores tradicionales de una sola cabina. En rascacielos, esto permite un uso mucho más eficiente del espacio, dado que la superficie ocupada por los ascensores suele ser muy significativa en este tipo de edificios. La otra técnica principal son ascensores de hueco compartido, donde varios ascensores usan diferentes secciones del mismo hueco para servir a diferentes plantas, con skylobbies separando las secciones.

## Ascensores de doble cabina para mercancías y pasajeros

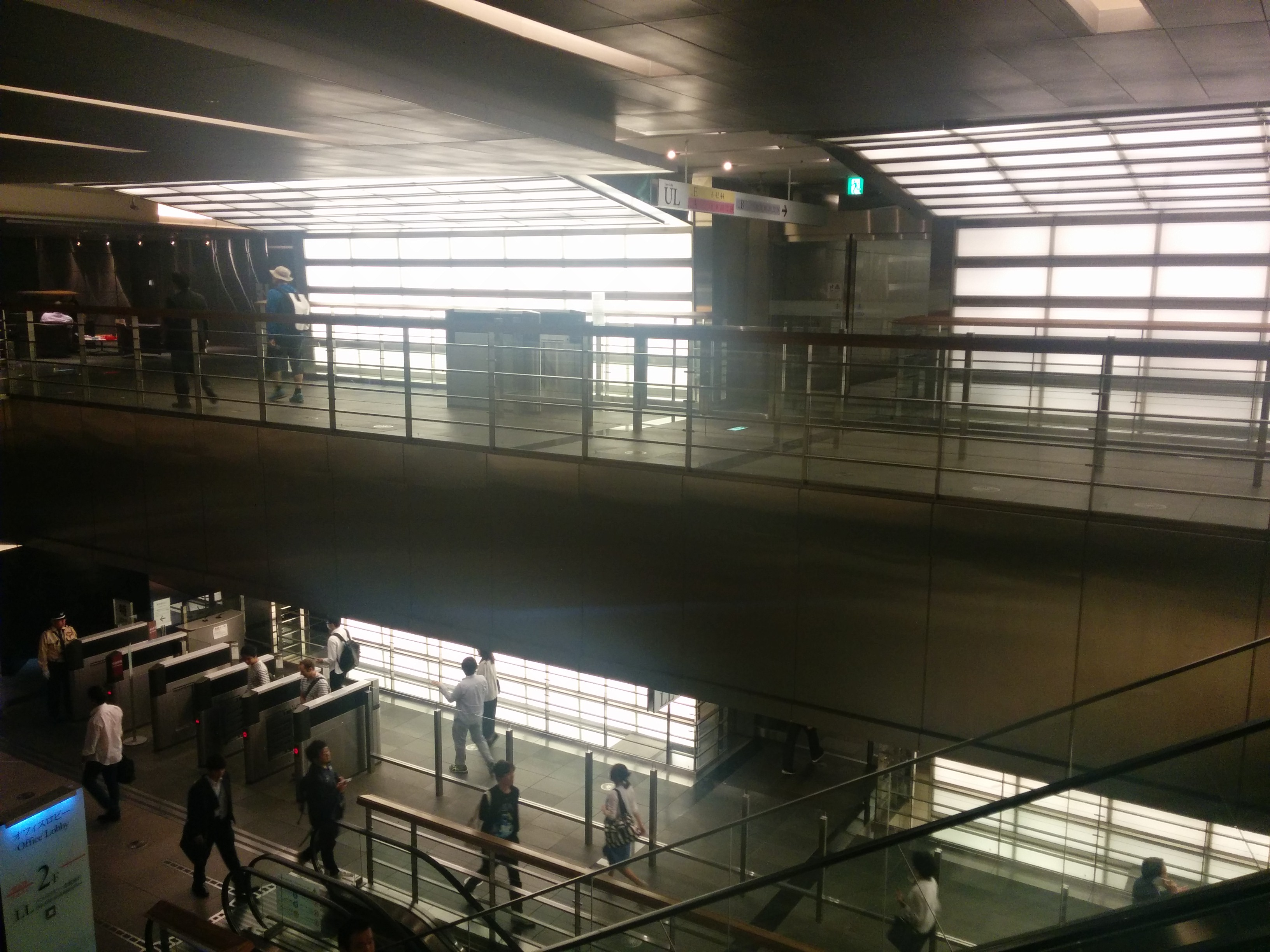
Roppongi Hills Mori Tower: vestíbulo inferior para las plantas impares, vestíbulo superior para las plantas pares.

No todos los ascensores de doble cabina se usan para transportar pasajeros simultáneamente en ambas cabinas. A veces una cabina de uno o varios ascensores de un edificio se usa para el transporte de mercancías, típicamente fuera de los períodos de mayor tráfico de pasajeros. Esta técnica tiene la ventaja de evitar daños a accesorios interiores debido al impacto de carritos, y no necesita un hueco de ascensor dedicado únicamente a un ascensor de solo mercancías. Durante los períodos de mayor tráfico, la cabina se cambia a modo de pasajeros, de manera que puede agilizar el movimiento de pasajeros dentro o fuera del edificio.
A fecha de 2018, no se ha construido ningún ascensor de triple cabina, aunque este diseño se consideró para el Burj Khalifa de 163 plantas pero en el diseño final se cambió por ascensores de doble cabina. Además, Frank Lloyd Wright concibió ascensores de cinco cabinas en su propuesta utópica de 1956 llamada The Illinois.

## Lista de edificios con ascensores de pasajeros de doble cabina

### Asia
- 8 Shenton Way en Singapur
- Beijing Yintai Centre en Pekín
- Bitexco Financial Tower en Ciudad Ho Chi Minh
- Torre de televisión de Cantón en Cantón
- Capital Tower en Singapur
- CTF Finance Centre en Cantón
- DBS Building Tower 2 en Singapur
- Hysan Place en Hong Kong
- International Commerce Centre en Hong Kong
- Lotte World Tower en Seúl
- Menara Telekom en Kuala Lumpur
- Midland Square en Nagoya
- One Island East en Hong Kong
- One San Miguel Avenue en Pásig (Filipinas)
- Torres Petronas en Kuala Lumpur
- Ping An Finance Center en Shenzhen
- Raffles City en Shanghái
- Republic Plaza en Singapur
- Roppongi Hills Mori Tower en Tokio
- Shanghai World Financial Center en Shanghái
- Shanghai Tower en Shanghái
- Sun Hung Kai Centre en Hong Kong
- Taipei 101 en Taipéi
- The Concourse en Singapur
- Tianjin World Financial Center en Tianjin
- Two International Finance Centre en Hong Kong
- World Trade Centre en Hong Kong
- Bahria Icon Tower en Karachi

### Australia
- 201 Elizabeth Street (antiguo Pacific Power Building) en Sídney
- Sydney Tower en Sídney
- Twin Towers en Chatswood (Sídney)

### América del Norte
- 120 Park Avenue en Nueva York
- 388 Greenwich Street en Nueva York
- Aon Center en Chicago
- AT&T Center en St. Louis
- Bank of America Plaza en Dallas
- Bentall Centre en Vancouver
- C. D. Howe Building / 240 Sparks Street en Ottawa
- Citigroup Center en Nueva York
- Commerce Court  en Toronto (usado solo para las plantas inferiores)
- First Canadian Place en Toronto
- 200 West Street en Nueva York
- John Hancock Tower en Boston
- One Nationwide Plaza en Columbus
- Renaissance Tower en Dallas
- Republic Plaza en Denver
- Scotia Plaza en Toronto
- Estatua de la Libertad en Nueva York (solo sube hasta el pedestal)
- Stratosphere Tower en Las Vegas
- Time-Life Building en Chicago
- Wells Fargo Plaza en Houston (usados solo como lanzaderas a los skylobbies)
- Willis Tower en Chicago (usados solo como lanzaderas a los skylobbies)
- Wilshire Grand Center en Los Ángeles

### América del Sur
- Universidad de Belgrano en Buenos Aires

### Europa
- 20 Fenchurch Street en Londres
- Broadgate Tower en Londres
- Torre Eiffel en París
- Heron Tower en Londres
- The Shard en Londres
- The News Building en Londres
- Torre Picasso en Madrid
- Torres de Colón en Madrid
- Torres KIO en Madrid
- Tower 42 en Londres
- Warsaw Spire en Varsovia
- Levent 199 en Estambul
- Begovaya Tower en Moscú

### Oriente Medio
- Burj Khalifa en Dubái (usados como lanzaderas a un sky lobby, cabina inferior, y al mirador At the Top, cabina superior)[4]
- Capital Plaza en Abu Dhabi
- World Trade Centre en Abu Dhabi